# Claude Pompidou
Claude Pompidou, nata Claude Jacqueline Cahour (Château-Gontier, 13 novembre 1912 – Parigi, 3 luglio 2007), è stata la moglie del presidente della Francia Georges Pompidou, in carica dal 20 giugno 1969 al 2 aprile 1974.
È stata una filantropa e mecenate dell'arte moderna e contemporanea, principalmente attraverso il Centre Georges Pompidou.

## Biografia
Nacque in un piccolo centro di provincia dove il padre, Pierre Cahour (1885-1962), esercitava la professione di medico. La madre, Germaine Mélanie Houssaye (1891-1919), morì a 28 anni il 23 marzo del 1919 a causa dell'epidemia di influenza del 1918. Suo zio, Alfred Houssaye, era il presidente della Compagnie Générale Transatlantique. Aveva una sorella di nome Jacqueline, detta Jackie. Il nonno paterno, Abel Cahour (1851-1922), era un noto avvocato e sindaco della cittadina di Château-Gontier dal 1914 al 1919.
Studentessa di giurisprudenza alla Sorbona, Claude incontrò il futuro marito Georges Pompidou a Parigi all'epoca del primo anno di corso universitario. In quel periodo Pompidou era professore di francese presso il liceo Saint-Charles di Marsiglia. La coppia si sposò a Clermont-Ferrand il 29 ottobre 1935  e il loro figlio adottivo, Alain, è nato nel 1942.
Nel 1970, Claude Pompidou istituì la Claude Pompidou Foundation per aiutare i bambini disabili, gli anziani e i degenti negli ospedali. Jacques Chirac è stato il tesoriere della fondazione per oltre tre decenni.
Claude Pompidou ebbe un ruolo chiave nell'ideazione del Centre Georges Pompidou, progettato da Renzo Piano e Richard Rogers..
Fu una grande appassionata di musica classica e d'avanguardia, nonché una fedele ammiratrice di Pierre Boulez che fece scoprire al marito. Fu Georges Pompidou, invece, a iniziarla all'arte contemporanea. Nel 1972, fece riarredare nello stile tipico del periodo della fine dei Trente Glorieuses quattro sale dell'ala Jules Grévy del Palazzo dell'Eliseo destinate ad appartamento privato del presidente della Repubblica. Il mobilio fu disegnato da Pierre Paulin, mentre le principali opere d'arte erano di František Kupka, Robert Delaunay e Yaacov Agam. Nei decenni successivi Claude Pompidou continuò a svolgere un ruolo attivo nella vita artistica francese e nella sua fondazione. Donna di straordinaria eleganza, fino a tardissima età fu una presenza costante ai concerti di musica classica e alle rappresentazioni operistiche e agli spettacoli di balletto.
Scrisse un volume di memorie, L'Élan du Coeur, nel 1997. Morì a Parigi il 3 luglio 2007. Ai suoi funerali nella chiesa di Saint-Louis-en-l'Île erano presenti, fra gli altri, il presidente della Repubblica Nicolas Sarkozy, il primo ministro François Fillon, il presidente dell'Assemblée nationale Bernard Accoyer, Jacques Chirac, Pierre Messmer, Édouard Balladur e Carolina di Monaco con il marito Ernesto Augusto di Hannover.